# Dominique Jones
Pour les articles homonymes, voir Jones.
Pour le rappeur, voir Lil Baby.
Dominique Jones est un joueur professionnel américain de basket-ball évoluant au poste d'arrière.

## Biographie
Dominique Jones joue au niveau universitaire pour les Bulls de South Florida de l'université du Sud de la Floride et finit sa première saison avec une moyenne de 17,1 points, 4,6 rebonds et 2,8 passes. Lors de sa saison junior, il affronte les Frères Providence où il marque 46 points, les Bulls gagnent la rencontre 109-105 et l'équipe est nommée All-Big East.
Dominique Jones est choisi en 25e position de la Draft 2010 de la NBA par les Grizzlies de Memphis et est envoyé ensuite aux Mavericks de Dallas pour des raisons de trésorerie.
Le 30 novembre 2010, les Mavericks l'envoient chez les Legends du Texas, en D-League. Il est rappelé en janvier 2011 dans l'effectif des Mavericks à la suite de la blessure de Caron Butler. Pour son retour, il marque neuf points lors de la victoire des siens contre les Cavaliers de Cleveland. Une blessure au pied l'empêche de finir la saison qu'il termine avec une moyenne de 2?3 points par match en 18 rencontres. À la fin de la saison, les Mavericks remportent la Finale NBA 2011.
Le 15 janvier 2012, Dallas envoie Jones en D-League de nouveau. Il est rappelé une semaine plus tard. Le 19 février 2012, Jones marque le premier trois-points de sa carrière contre les Knicks de New York. Le 10 mars 2012, il est titularisé pour la première fois lors de la défaite des siens 87 à 111 contre les Warriors de Golden State.
En octobre 2012, les Mavericks choisissent de ne pas activer leur option de prolongation sur le contrat rookie de Jones. Il est libéré le 9 mars 2013. Le 19 mars, il rejoint l'Armor de Springfield en D-League.
Il participe à la NBA Summer League 2013 avec les Bucks de Milwaukee. En septembre 2013, il rejoint les Liaoning Flying Leopards en Chine pour la saison 2013-2014.
Le 11 octobre 2014, il signe avec les Jilin Northeast Tigers pour la saison 2014-2015. Après la saison de CBA, il signe avec les Atenienses de Manatí au Porto Rico le 18 mars pour le reste de la saison BSN 2015.
Le 8 juillet 2015, il revient en Chine, au Shanxi Zhongyu.

## Palmarès
- Champion NBA en 2011 avec les Mavericks de Dallas.
- Champion de la Conférence Ouest en 2011 avec les Mavericks de Dallas.